# Jimmy Shea
Pour les articles homonymes, voir Shea.
Jim Shea Jr., né le 10 juin 1968 à Hartford, Connecticut, est un skeletoneur américain.
Il représente la troisième génération d'une famille de sportifs américains à avoir disputé les Jeux olympiques d'hiver. Son grand-père, Jack Shea, a été champion olympique des jeux de Lake Placid en 1932 en patinage de vitesse. Il avait également lu le serment olympique. James, le père de Jim, a participé aux épreuves de ski de fond et de combiné nordique lors des Jeux d'Innsbruck en 1964.
Débutant en bob à 2 et en bob à 4, il change de discipline en 1995. Il devient champion du monde en 1999 à Altenberg puis en 2002, il se qualifie pour les Jeux olympiques d'hiver de 2002 de Salt Lake City. Il est choisi par le comité olympique américain pour lire le serment olympique. 17 jours avant le début des jeux, son grand-père décède, victime d'un chauffard.
Il participe aux épreuves de skeleton avec la photo de son grand-père sous son casque et remporte le titre olympique.
Il met un terme à sa carrière sportive en octobre 2005.

## Palmarès

### Jeux olympiques d'hiver
- Jeux olympiques de 2002 à Salt Lake City (États-Unis) :
  -  Médaille d'or.

### Championnats du monde de skeleton
- Médaille d'or : en 1999.
- Médaille d'argent : en 1997.
- Médaille de bronze : en 2000.

### Coupe du monde
- Meilleur classement au général : 3e en 1999 et 2001.
- 8 podiums individuels : 2 victoires, 4 deuxièmes places et 2 troisièmes places.

#### Détails des victoires en Coupe du monde
| Édition   | Piste     | Total |
| 1997-1998 | Altenberg | 1     |
| 2000-2001 | La Plagne | 1     |